# Armand Niquille

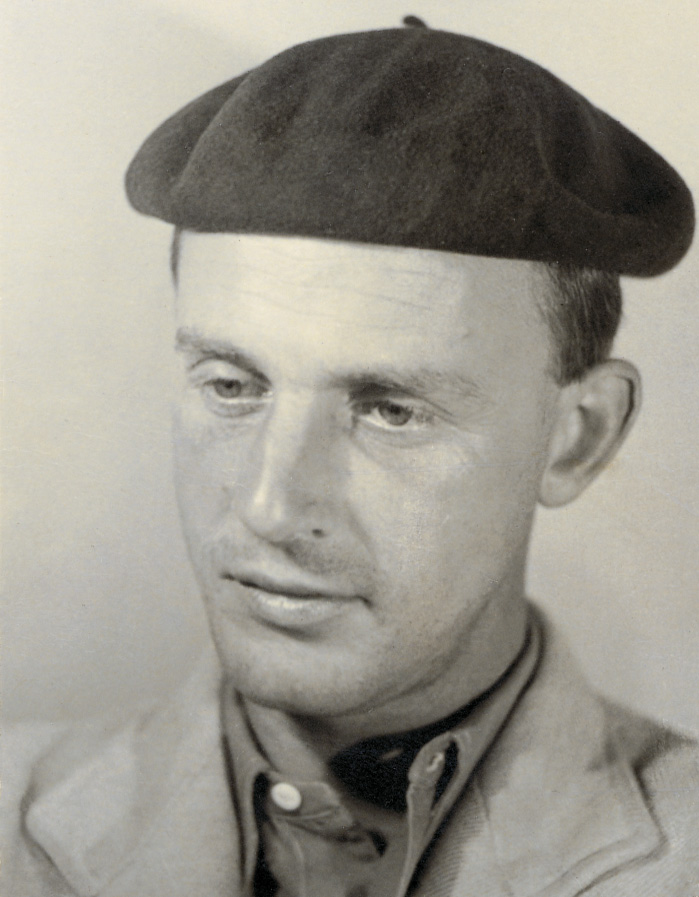
Armand Niquille

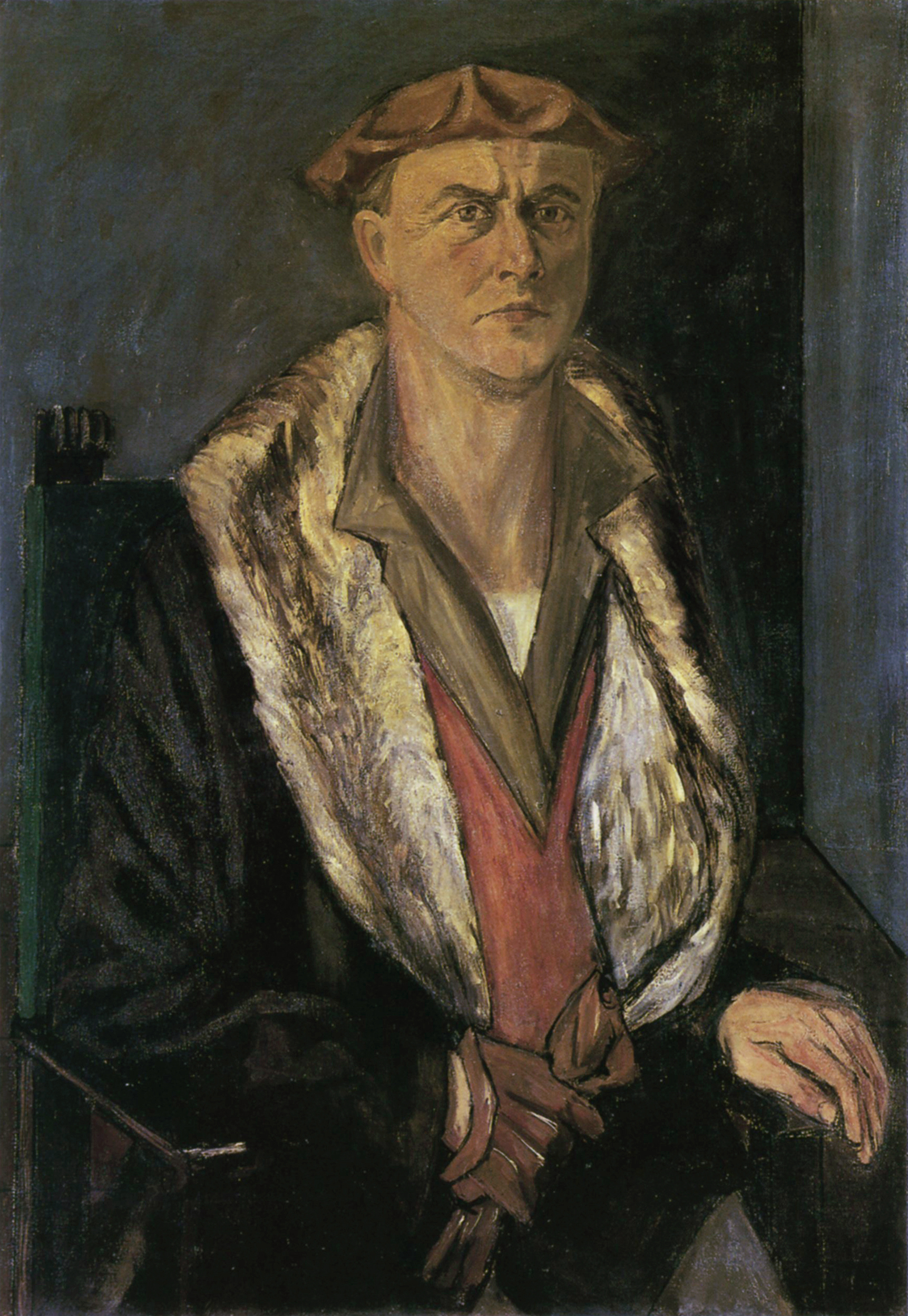
Selbstbildnis (L’homme aux gants), 1954, 116 × 81 cm

Armand Niquille (* 30. März 1912 in Freiburg im Üechtland, Schweiz; † 17. Dezember 1996 ebenda) war ein Schweizer Maler.

## Leben
Armand Marius Niquille, Bürger von Charmey, ist der Sohn von Césarine Niquille, geborene Barbey, Ehefrau von Auguste. Das Geheimnis um seine Herkunft als uneheliches Kind scheint grosse Auswirkung auf sein Schaffen gehabt zu haben.
1927 beginnt er eine künstlerische Ausbildung am Technikum von Freiburg. Ab 1940 wird er regelmässig vom Freiburger Museum für Kunst und Geschichte als Restaurator von Kunstwerken engagiert. Von 1947 bis 1977 unterrichtet er Zeichnen am Kollegium St. Michael.
Am 28. März 1949 heiratet er Simone Bluette Amey (* 18. März 1916 in La Sagne; † 31. Dezember 2001 in Freiburg), Tochter von Marcel Amey und Rosa Tissot. Als Spezialistin für Blattvergoldung wird sie die Bilderrahmen des Malers herstellen.
Obwohl von diskretem und bescheidenem Charakter (einige seiner Bilder sind mit Nihil, „nichts“, signiert), wird Armand Niquille zu Lebzeiten mit mehreren Retrospektiven im Kanton Freiburg geehrt. Zahlreiche Publikationen zeitgenössischer Persönlichkeiten tragen zu seiner Bekanntheit bei.
Von 1927 bis 1931 besucht er die Kurse der Abteilung „Dekorative Künste“ des Technikums von Freiburg. Seine Professoren sind die Maler Hiram Brülhart, Oscar Cattani, Henri Robert und Oswald Pilloud. Er erlernt die „Staffelei-Malerei“ und entdeckt die Öl- und Tempera-Technik. Die Ausbildung wird abgerundet durch einen engen Kontakt mit dem lokalen künstlerischen Kulturerbe infolge seiner Tätigkeit als Restaurator, ausgeführt in Zusammenarbeit mit seiner Frau.
„Indem er den Werken von einst ihre urtümliche Kraft zurückgibt, erkundet Niquille die Geheimnisse ihrer Schöpfer, und sein eigenes Handwerk wird methodisch bereichert (…) So besuchte der Maler ständig die imaginären Werkstätten der Freiburgischen Meister (…)“
Während des Zweiten Weltkriegs macht er die Bekanntschaft von in die Schweiz geflüchteten Künstlern, darunter Balthus. Diese Begegnungen ermutigen Niquille auf seinem künstlerischen Weg:
„(...) es gibt noch seltenere Menschen, wie den Maler Balthus. Verwurzelt in der Tradition, im langsamen und sicheren Handwerk, in bewundernswerten Kompositionen ohne Zugeständnisse. Es ist mir eine Ehre, sein Freund gewesen zu sein, und er hat mich hinreichend beeinflusst, so dass ich die kleinen Frühlingsmoden, die alljährlich in den grossen Städten aufkommen, vermeide.“
Nach dem Krieg vervollständigen Reisen nach Frankreich, Spanien und Italien seine Ausbildung und vertiefen seine Bewunderung für die alten Meister.

## Das Werk

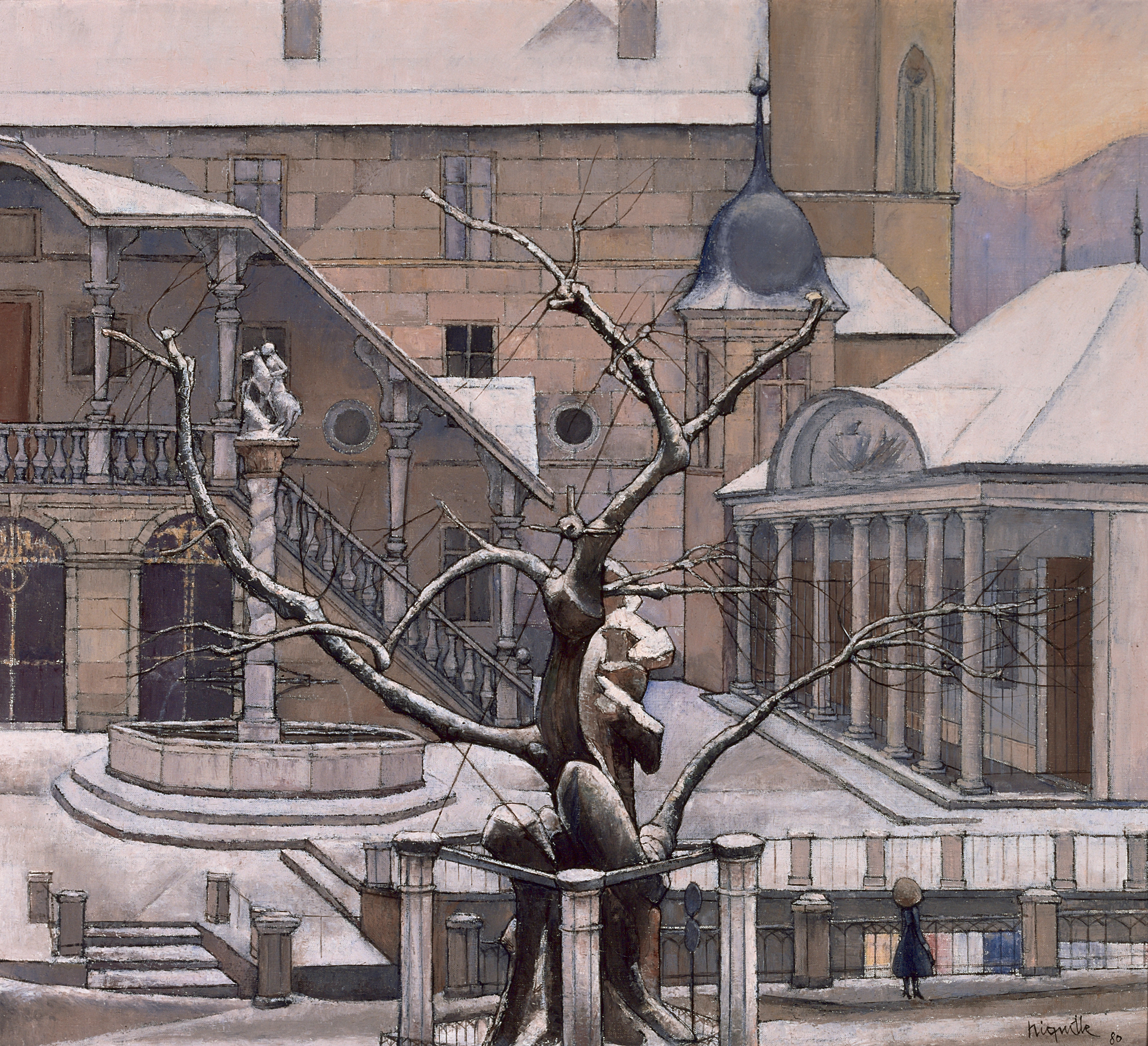
Le Tilleul et la Place de l’Hôtel-de-Ville, 1980, 87 × 90 cm

„Ich bin tagsüber ein Realist und in der Nacht ein Surrealist mit impressionistischem Fundament.“

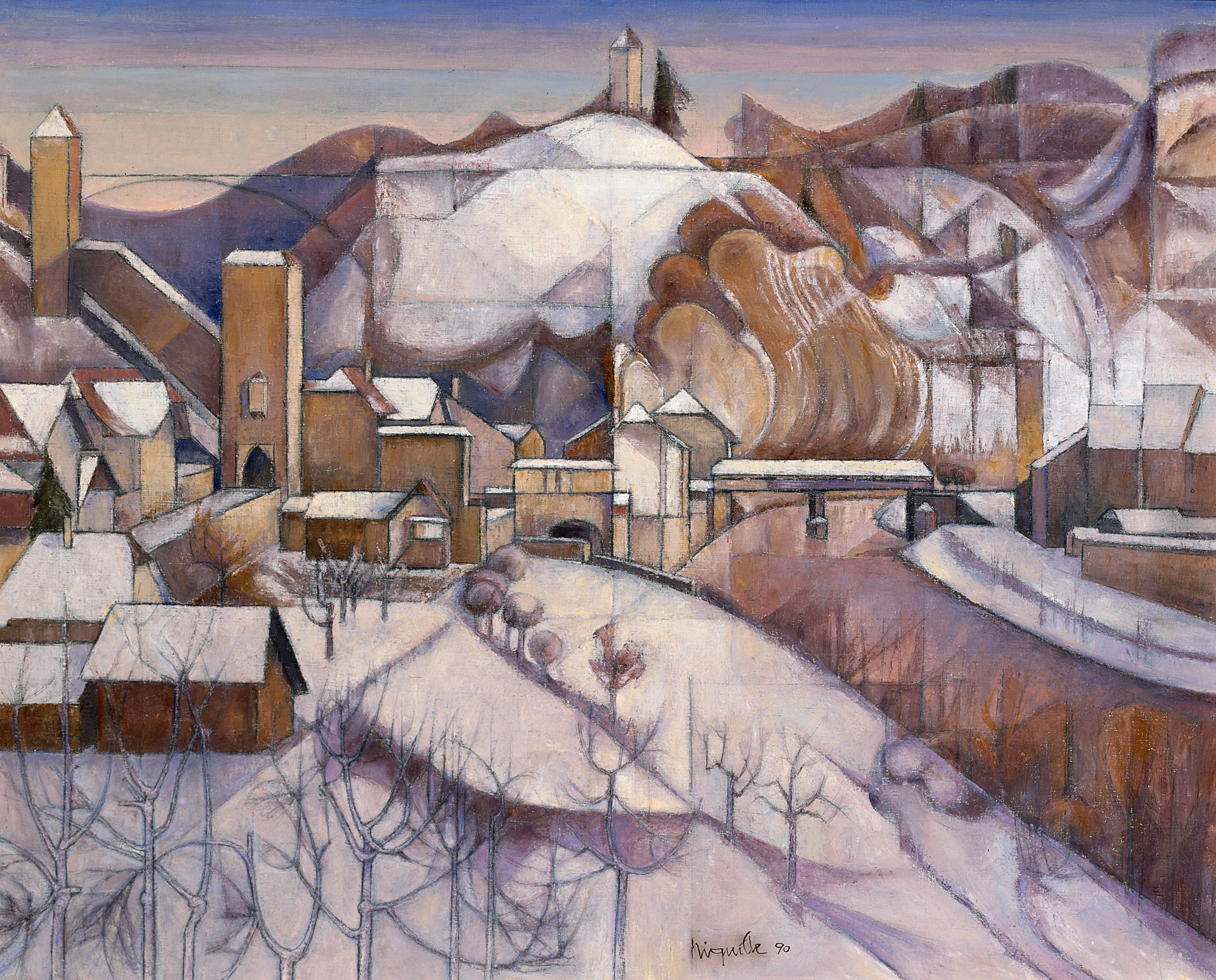
Les confins du quartier de l’Auge dans la lumière, 1990, 81 × 100 cm

Von 1929 bis zu seinem Tod ist das künstlerische Schaffen von Niquille von den zwei gleichen Themenbereichen durchzogen, einem „doppelten Weg“, der die Kunstkritik dazu führt, sein Werk eher thematisch als periodisch zu studieren.
Die sogenannten „Tagesbilder“ haben das weltliche Leben zum Thema. Es handelt sich um Landschaftsmalereien, insbesondere die zahlreichen Ansichten von Freiburg. Die Darstellungen der Stadt, stimmungsvoll und farbig in den frühen Werken, werden mit der Zeit karger, ja fantastischer auf der Suche nach dem absolut Geometrischen, das den Kontrast zwischen Alt und Modern, zwischen dem Natürlichen und dem Konstruierten der Stadt enthüllt.

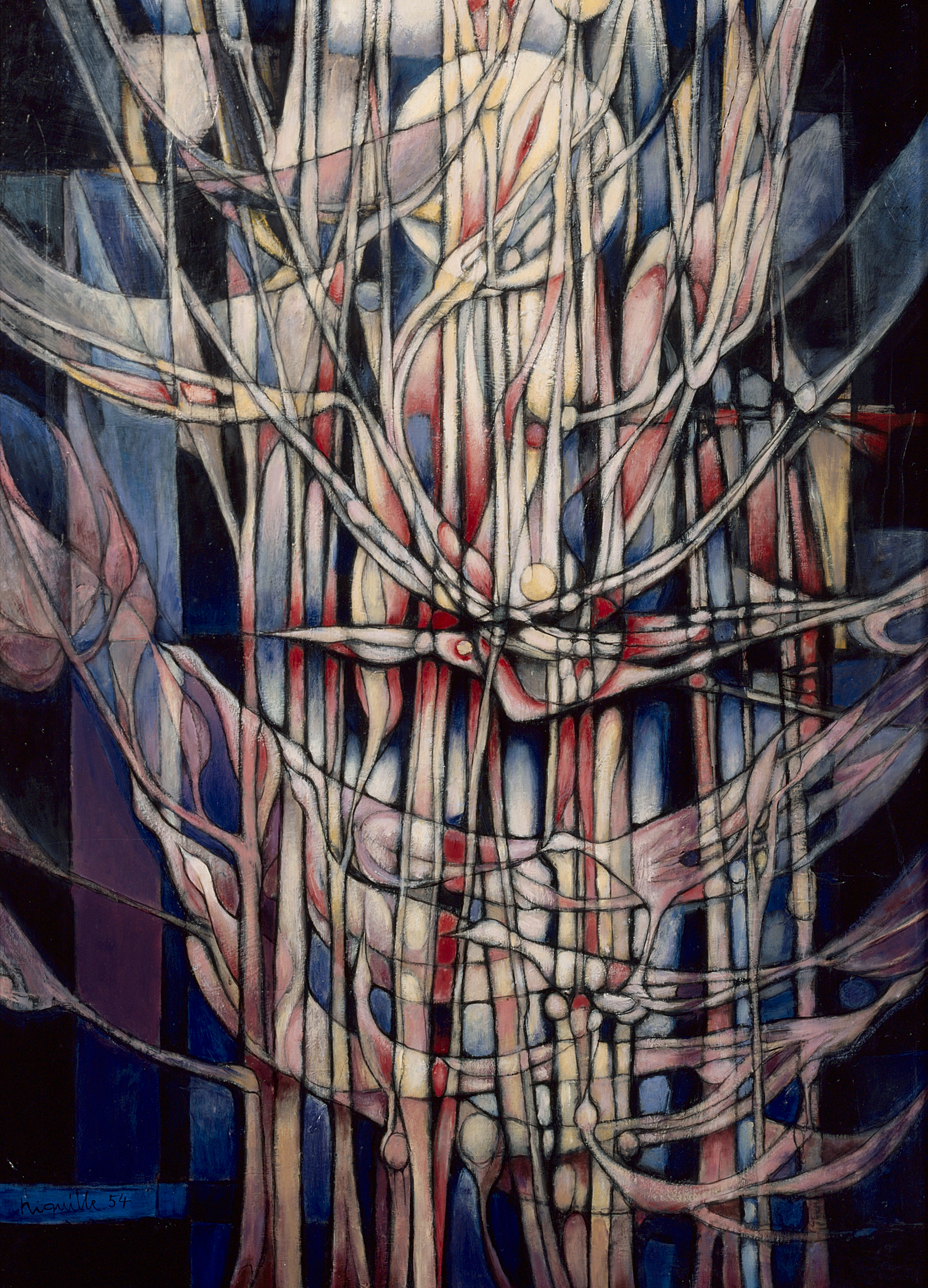
Des oiseaux, des branches et des reflets d’eau dans une nuit de printemps, 1954, 110 × 80 cm

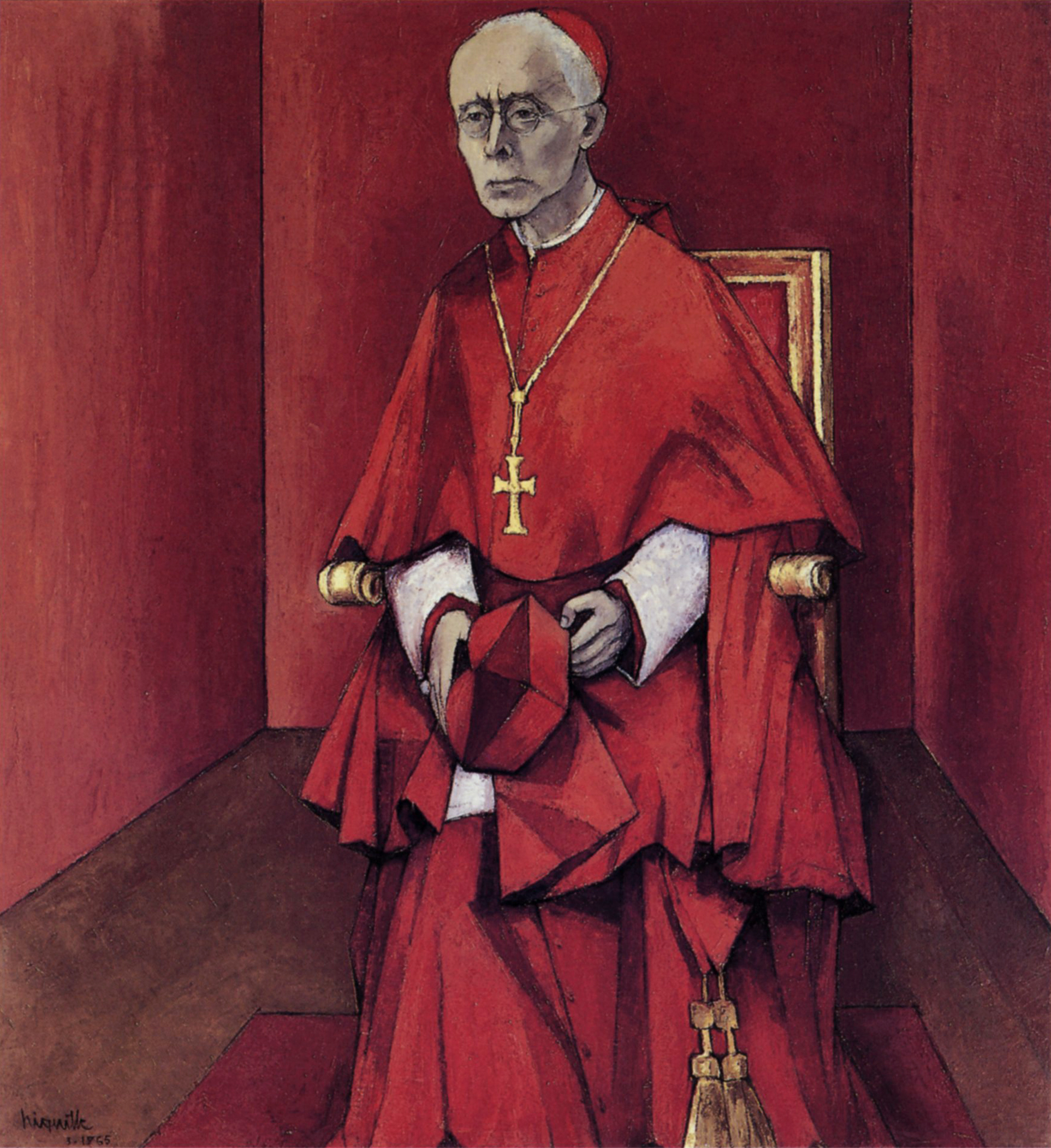
Le Cardinal, 1965, 97 × 89 cm (Cardinal Journet)

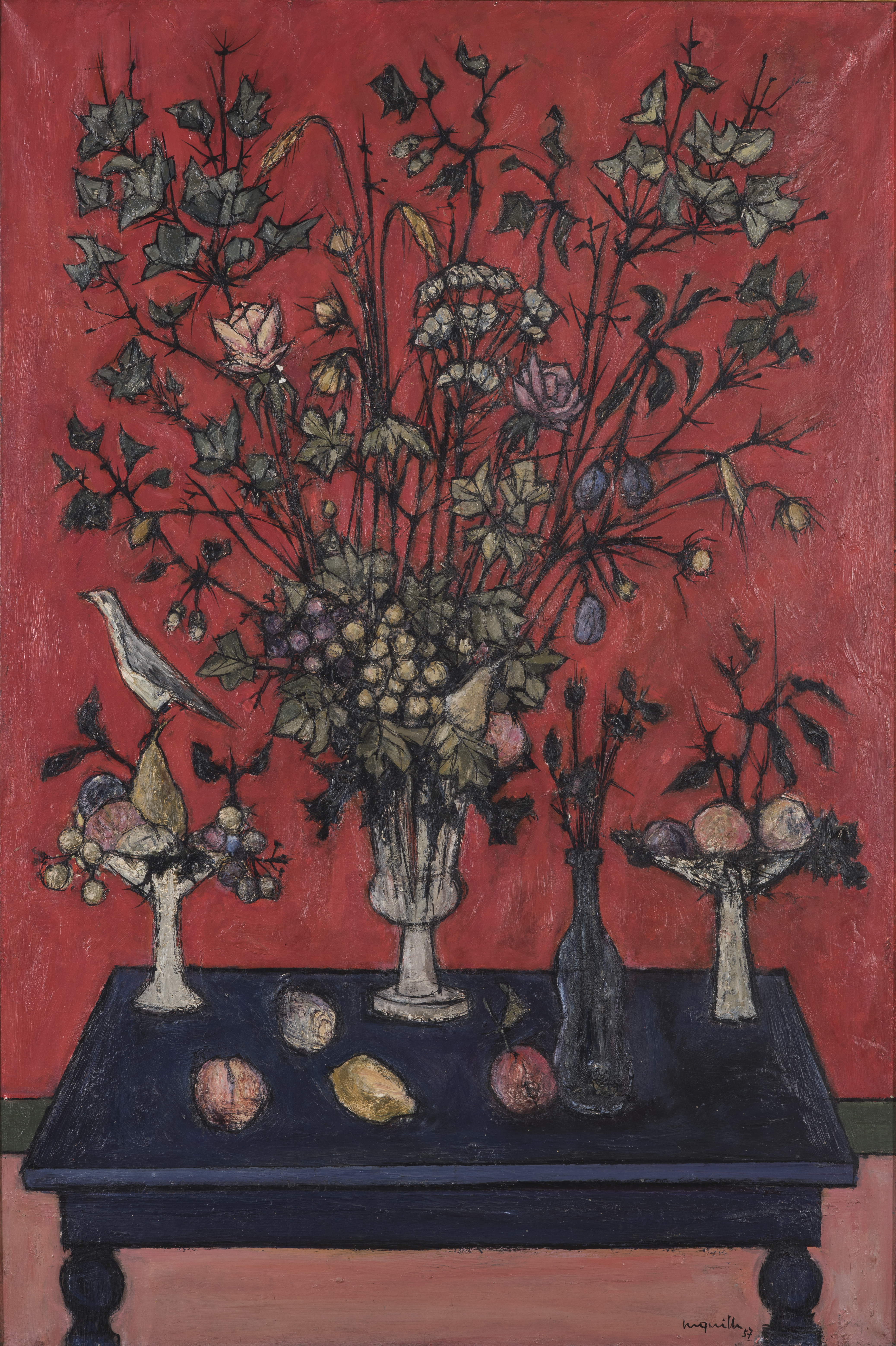
Bouquet rouge sur fond rouge, 1957, 122 × 81 cm

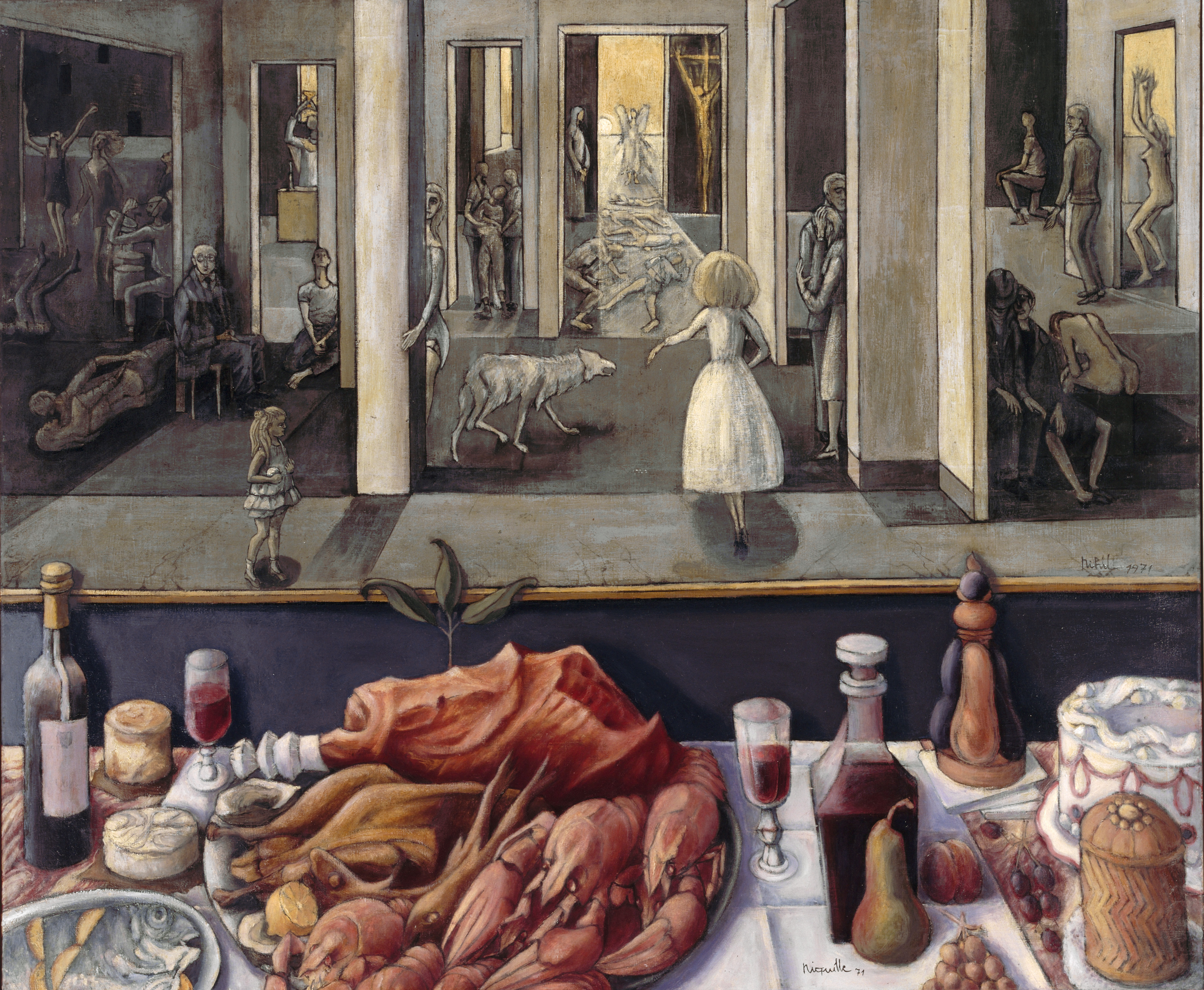
Le Banquet, 1970, 100 × 120 cm

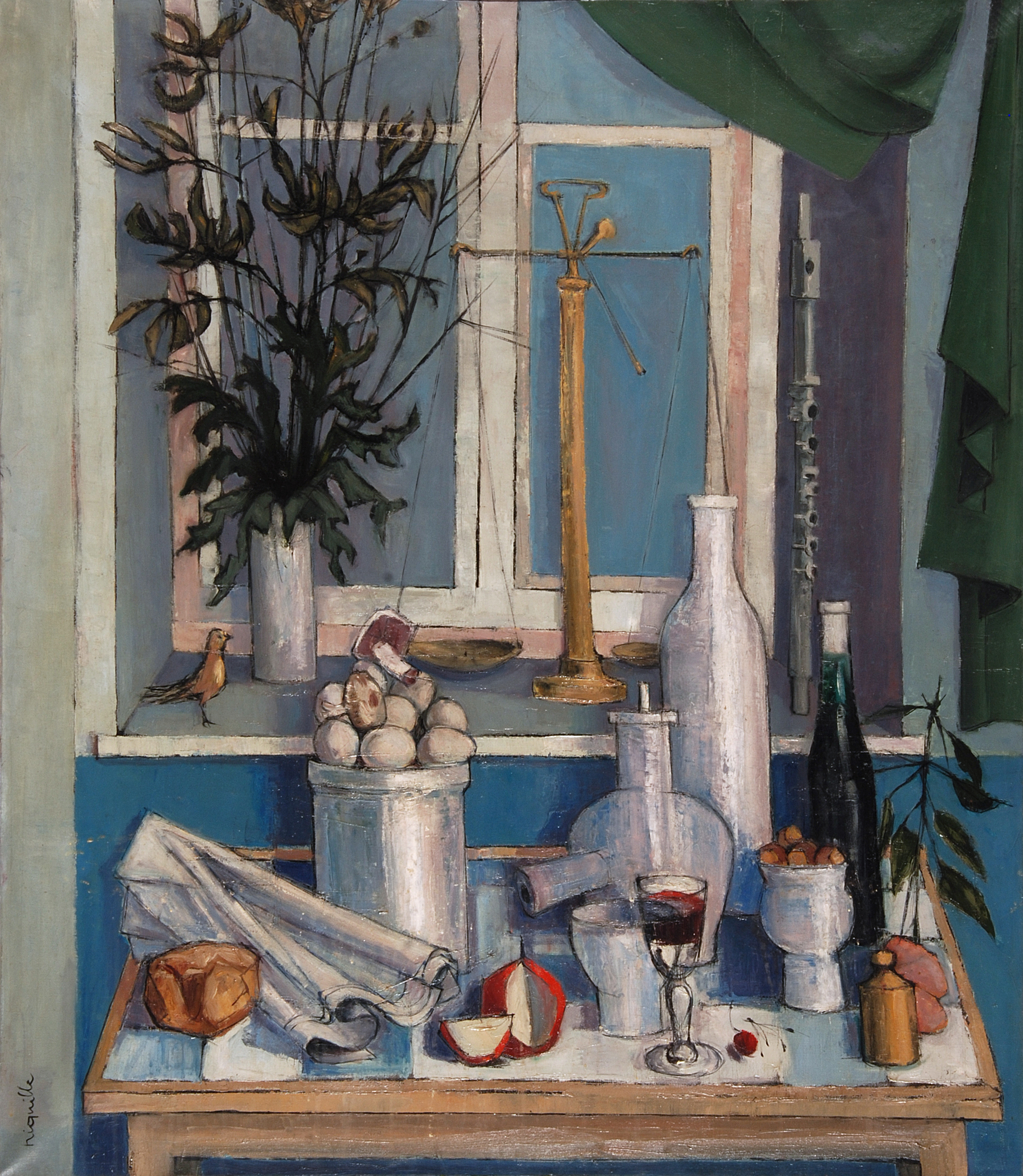
Nature morte à la balance, n. d., 100 × 86 cm

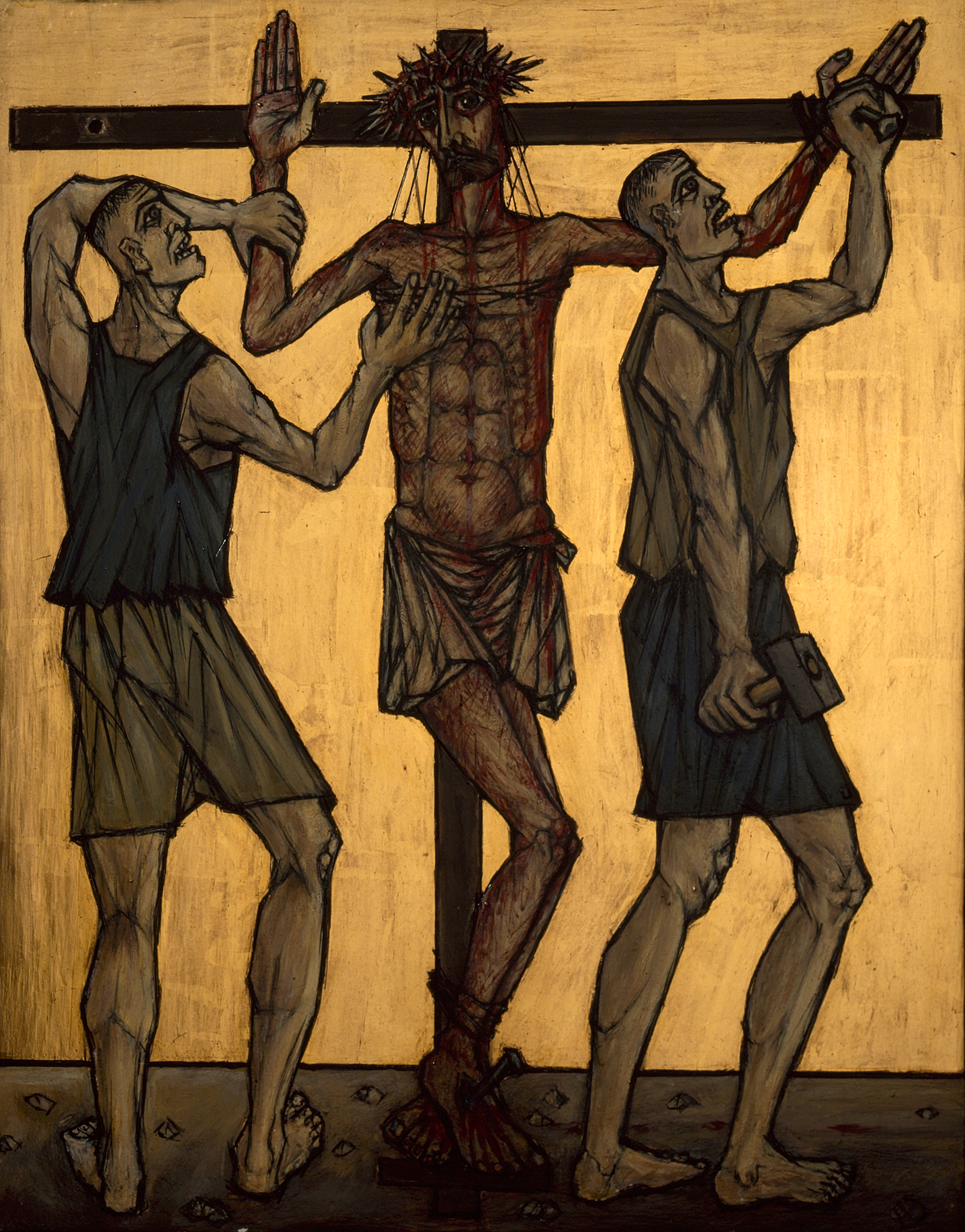
Chemin de croix du Christ-Roi, Station XXI, 1955, 46 × 36 cm

Der andere Teil des bildlichen Schaffens von Niquille ist jener der nächtlichen Malerei: Eine Malerei der mystischen Allegorien, der persönlichen Reflexionen über die Geheimnisse des Glaubens, manchmal inspiriert durch die christliche Literatur. Diese Gemälde sind noch näher an der Abstraktion und tragen oft vom Maler geschriebene Kommentare auf dem Rücken, die Teil des Werkes sind. Zu diesen zwei Kategorien kommen einige Porträts und Selbstporträts hinzu sowie ungefähr 75 Stillleben. Letztere haben eine Vermittlerrolle: Auf halbem Weg zwischen der Malerei des Tages und jener der Nacht, versucht der Maler „seinen Stillleben das Geheimnis des Göttlichen einzuhauchen“. Als Bewunderer der Kunst des Mittelalters und der Renaissance verwendet Niquille alte Maltechniken. Er legt zudem besonderen Wert darauf, die Regeln der Komposition zu respektieren, auf die sorgfältige Organisation der Fläche durch die traditionelle mise au carré (Gittertechnik), einer im Technikum gelernten Methode.
Als Mitglied der Gesellschaft Schweizerischer Maler, Bildhauer und Architekten (GSMBA, heute Visarte) nimmt er regelmässig an den Kollektivausstellungen der Vereinigung teil.
Obwohl er von den künstlerischen Strömungen des 20. Jahrhunderts unberührt bleibt, zeugt sein malerisches Schaffen von einer wahren Modernität. Seine Malerei spiegelt das ständige Hinterfragen der Welt und ihrer Nichtigkeit durch den Künstler, ebenso wie die Antworten, die er unter der Verwendung von Symbolen darauf findet, oft in Verbindung mit seinem persönlichen Glauben.

## Angewandte Kunst
- 1954 Kreuzweg der Kirche von Nuvilly (Kanton Freiburg, Schweiz)
- 1955 Kreuzweg der Christ-König-Kirche in Freiburg (Kanton Freiburg, Schweiz) auf Anfrage des Architekten Denis Honegger
- 1966 Fenster für die Kirche von Sévaz (Kanton Freiburg), zwei Fenster für die Kapelle der Sekundarschule du Belluard in Freiburg (Kanton Freiburg)
- 1948–1951 Verschiedene Theaterkulissen für das Kollegium St. Michael

## Literarische Werke
- Armand Niquille: Le veilleur de solitude (Der Wächter der Einsamkeit), Gedichte, Éditions de la Sarine, 1992.

## Ausstellungen
- 2015 Armand Niquille, de Fribourg à Charmey (von Freiburg nach Charmey), Museum von Charmey
- 2012 Armand Niquille, Mehrzweckhalle Rural, Givisiez
- 2006 Armand Niquille, œuvres profanes (profane Werke), Schloss Boccard, Givisiez
- 2006 Oeuvres religieuses (religiöse Werke), Kapelle des Bürgerspitals, Freiburg
- 2006 Une œuvre, un destin (Ein Werk, ein Schicksal), Kantons- und Universitätsbibliothek, Freiburg
- 1996 Niquille. Réalités et images de la foi (Niquille. Wirklichkeiten und Bilder des Glaubens), Schloss Greyerz
- 1992 Niquille. Le centre et l'harmonie (Niquille. Das Zentrum und die Harmonie), Museum für Kunst und Geschichte, Freiburg
- 1989 Armand Niquille. Images, actes de foi, symboles et réalités (Armand Niquille. Bilder, Taten des Glaubens, Symbole und Wirklichkeiten), altes Kornhaus (aktuelles Gutenberg Museum), Freiburg
- 1981 Einzelausstellung, Galerie de la Cathédrale, Freiburg
- 1976 Niquille. Peinture nocturne (Niquille, Malerei der Nacht), Museum für Kunst und Geschichte, Freiburg
- 1966 Armand Niquille, Museum für Kunst und Geschichte, Freiburg
- 1947 Armand Niquille, peintre, Antoine Claraz, sculpteur (Armand Niquille, Maler, Antoine Claraz, Bildhauer), Museum für Kunst und Geschichte (damals in der Universität Miséricorde), Freiburg

## Die Esplanade Armand-Niquille

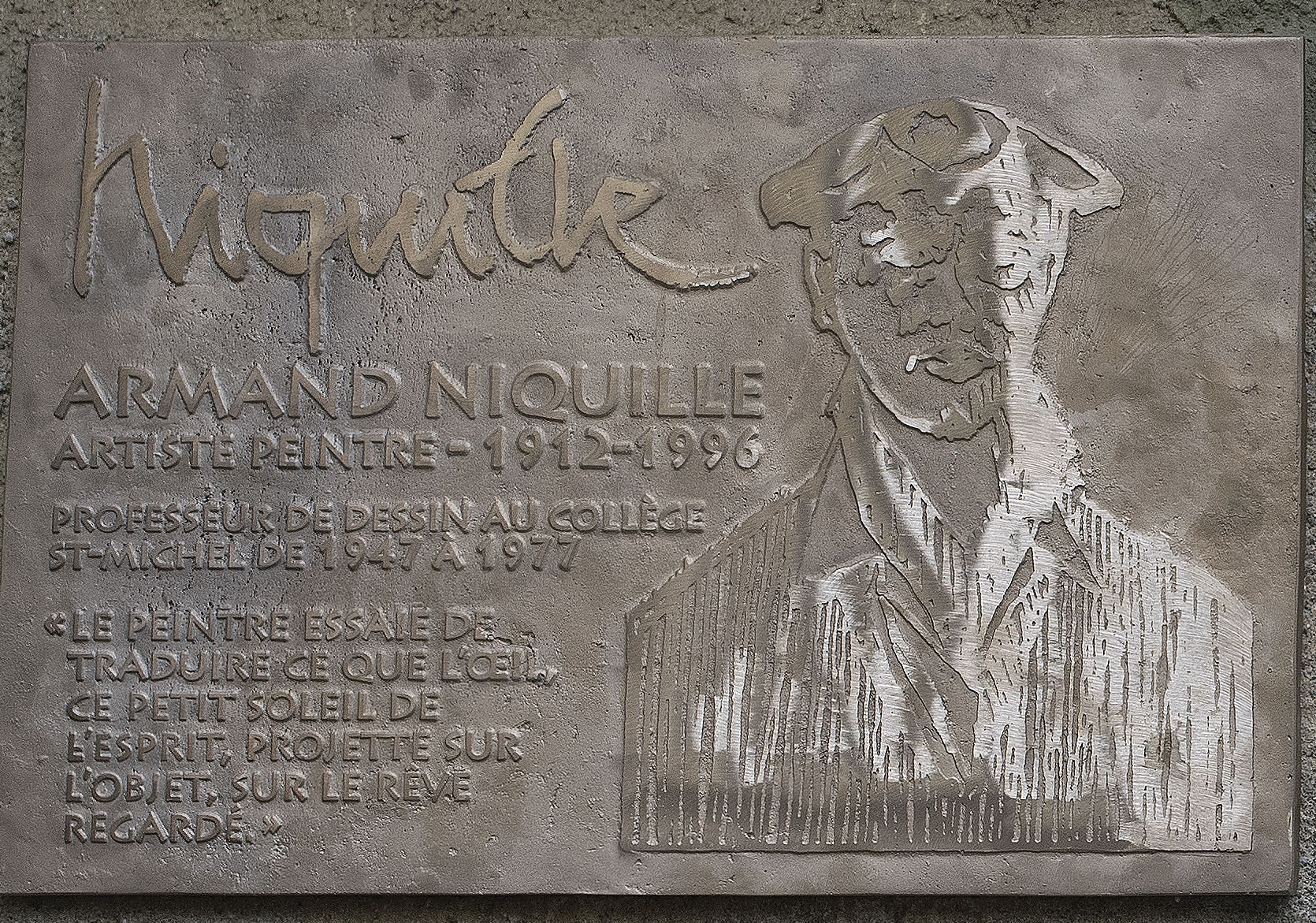
Gendenktafel des Malers Armand Niquille, Esplanade Armand-Niquille, Freiburg

Am 24. September 2022 wurde in Anwesenheit der Behörden der Stadt und des Staates Freiburg die Esplanade Armand-Niquille eingeweiht. Die zahlreichen Besucher dieser Veranstaltung entdeckten die bronzene Gedenktafel, die die Stiftung bei dem Künstler Marc Monteleone, einem Bewunderer und großen Kenner von Niquilles Werk, in Auftrag gegeben hatte. Sie zeigt das Porträt von Armand Niquille, das von einem seiner 1954 gemalten Selbstporträts inspiriert wurde, und ein Zitat des Künstlers aus seinem Buch Le veilleur de solitude („Der Einsamkeitswächter“). Eine von der Stadt Freiburg gestiftete Namenstafel markiert außerdem den Standort der Esplanade Armand-Niquille auf der Mauer über dem Bourg, am oberen Ende der Escaliers du Collège und neben dem Ehrenhof des Kollegiums Saint-Michel.